# Soles de Ojinaga (baloncesto)
Los Soles de Ojinaga es un equipo profesional de la Liga de Básquetbol Estatal de Chihuahua.

## Campeonatos
Cuentan con multicampeonatos si se cuentan desde los 90's, pero a partir del año 2009 serían 4. En 2009 y 2010 se proclamaron bicampeones ante Choriceros de Camargo y 2011 ante Pioneros de Delicias para obtener el tricampeonato a manos de Florentino Chávez como jugador estelar a manos del entrenador Gustavo Pacheco.
En 2013 se vuelve a obtener el cuarto título para el equipo fronterizo, nuevamente ante el equipo de Choriceros de Camargo, pero esta vez ahora como entrenador el jugador de plantilla Jorge Valverde, dando una gran actuación el jugador oriundo de Ciudad Juárez, Chihuahua: Alfredo Corral. Dando cátedra desde el perímetro en sus últimos 4 tiros, siendo éste el MVP de las finales. 
Los Soles de Ojinaga ah contado con jugadores como Jermaine "Bestia" Johnson, Florentino Chávez, Nick Sánchez, Ruben Regalado, Gerardo Arroyos, Rodolfo Rodríguez,Jorge Valverde, Sergio Panduro, Elvis Medina,Joel Reynoso, Michael Muñoz Alfredo Corral y los locales Mauticio Valdez, Alejandro Galindo, Jesús García, Omar Salgado, Roberto "kampy Nuñez, Alfredo Galaviz, Elmer Gonzalez. entre otros

## Gimnasio
Anteriormente y por muchos años jugaron en el gimnasio municipal Mirtha Saenz.
Actualmente juegan en el Poliforo Municipal Ojinaga, que cuenta con una capacidad para 4500 observadores.

### Roster
| Soles de Ojinaga Temporada 2025 |    |                           |                                        |
| C U E R P O T É C N I C O       |    |                           |                                        |
| Entrenador                      |    | Bandera de México         | Ulises Roldán                          |
| Asistente                       |    | Bandera de México         | Fernanda Gutiérrez Torres              |
| J U G A D O R E S               |    |                           |                                        |
| Base                            | 0  | Bandera de México         | Roberto Hernán Núñez Franco            |
| Base                            | 1  | Bandera de Estados Unidos | Vander Lee Blue II                     |
| Base                            | 4  | Bandera de Estados Unidos | Joseph Rubén Soto Rivera               |
| Base                            | 5  | Bandera de México         | Sergio Esteban Higuera Fonseca         |
| Alero                           | 6  | Bandera de México         | Marco Antonio Ramos Esquivel           |
| Escolta / Alero                 | 7  | Bandera de México         | Jesús Alberto González Martínez        |
| Escolta                         | 8  | Bandera de Estados Unidos | Gary Ricks Mondragón Jr.               |
| Base                            | 9  | Bandera de México         | Miguel Eduardo Ramírez Campos          |
| Ala-pívot                       | 11 | Bandera de México         | Óscar Andreé Calvillo Castañeda (Baja) |
| Alero                           | 11 | Bandera de Estados Unidos | Wesley Marc Alcegaire                  |
| Base                            | 12 | Bandera de Estados Unidos | Demetrius Delena                       |
| Escolta                         | 18 | Bandera de México         | Bryan Antonio Rivera Herrera           |
| Base                            | 20 | Bandera de México         | Jesús Rafael Prieto Sánchez            |
| Pívot                           | 21 | Bandera de México         | Alberto Castro Verdugo                 |
| Pívot                           | 27 | Bandera de México         | Alexis Francisco Cervantes Guerrero    |
| Ala-pívot                       | 30 | Bandera de México         | Héctor Abraham Cepeda Carrillo         |
| Pívot                           | 47 | Bandera de Estados Unidos | Anthony Rashad Walker                  |
| Ala-pívot                       | -- | Bandera de México         | Itzar Alejandro Chávez Mendoza         |
| = Capitán                       |    |                           |                                        |

 =  Cuenta con nacionalidad mexicana. 